# Arorathrips
Arorathrips (лат.) — род трипсов из семейства Thripidae (Thysanoptera).

## Распространение
Все представители этого рода являются эндемиками Нового Света, но mexicanus в настоящее время широко распространен и, вероятно, встречается во всех тропиках и субтропиках.

## Описание
Мелкие насекомые с четырьмя бахромчатыми крыльями. Самка макроптерная, самцы бескрылые. Голова меньше переднеспинки, удлинена перед глазами, с тремя или более парами крепких глазковых волосков на переднем крае; нижнечелюстные пальпы 3-сегментные; глаза крупные; четыре пары заднеглазничных волосков. Антенны 8-сегментные, I сегмент расширен, без парных дорсо-апикальных волосков, II сильно выступает латерально с прочными волосками на вершине, III и IV с простым сенс-конусом. Пронотум с задним краем шире переднего, с двумя парами слабых постероангулярных волосков; обычно четыре пары постеромаргинальных волосков. Мезонотум со средней парой волосков далеко от заднего края, передняя кампановидная сенсилла присутствует. Метанотум со срединной парой волосков медиально; кампановидные сенсиллы присутствуют. Передние крылья тонкие, первая жилка с длинным промежутком в ряду волосков и двумя волосками апикально; вторая жилка с четырьмя неправильно расположенными волосками; клавус обычно с четырьмя жилковыми и одним дискальным волосками; реснички задней бахромки волнистые. Простернальные ферны разделены; базантры без волосков, слабо склеротизированы и слиты с фернами; простернальный стернит медиально. Мезостернум со стерноплевральными швами, достигающими переднего края; эндофурка без шипика, фуркальные инвагинации широко разделены. Метастернальная эндофурка без спинулы. Передние голени с вентральным наружным краем, часто удлинённым. Лапки 2-сегментные. Тергиты без ктенидий; I—VIII с широкой краспедой; тергит IX обычно с двумя парами кампановидных сенсилл, MD волоски маленькие; X со срединным расщеплением полным. Стерниты без дискальных волосков и краспед; стерниты III—VII с тремя парами постеромаргинальных волосков, II с двумя парами, стернит VII с S1 волосками на заднем крае. Самцы бескрылые, меньше самок; оцелли отсутствуют; стерниты III—VII каждый с большой круглой поровой пластинкой. Все виды Arorathrips и Chirothrips размножаются в цветках травянистых растений, причем каждая личинка окукливается отдельно в одном развивающемся кариопсисе. Личинки видов этих двух родов имеют редуцированные ноги и, предположительно, не могут перемещаться между отдельными цветками.

## Классификация
В подсемействе Thripinae род Arorathrips разделяет сходство с родом Chirothrips, но у всех видов Arorathrips мезостернальная фурка развита слабо, а стернальные фуркальные инвагинации широко разделены. Яйцеклад более слабо зазубрен, чем у типичных Thripinae.
- Arorathrips childersi Nakahara & Foottit, 2012

- Arorathrips crassiscelis (zur Strassen, 1967)

- Arorathrips crassus (Hinds, 1902)

- Arorathrips crenulatus (Hood, 1927)

- Arorathrips dorsalis (Hood, 1939)

- Arorathrips fulvus (Moulton, 1936)

- Arorathrips lenape (Hood, 1938)

- Arorathrips mexicanus (Crawford DL, 1909)

- Arorathrips nigriceps (Hood, 1952)

- Arorathrips oneillae (Watts, 1972)

- Arorathrips sensitivus (Andre, 1939)

- Arorathrips sericatus (Hood, 1949)

- Arorathrips spiniceps (Hood, 1915)

- Arorathrips texanus (Andre, 1939)

- Arorathrips vestis (Hood, 1915)

- Arorathrips xanthius (Hood, 1934)